# Antíoco IX Ciciceno
Antíoco IX Ciciceno de la dinastía seléucida, fue rey de Siria entre 114 a. C.-96 a. C. Hijo de Antíoco VII Evergetes y de Cleopatra Tea. A la muerte de su padre en Partia y el regreso al poder de su tío Demetrio II Nicátor (año 129 a. C.), su madre lo envió a Cízico en el Bósforo, de ahí el sobrenombre de "Ciciceno". Regresó a Siria en 116 a. C. para reclamar el trono seléucida de su medio-hermano y primo Antíoco VIII Gripo, si bien ambos reinaron en partes diferentes de Siria, que quedó dividida.

## Guerra civil
Hacia 114 a. C., Antíoco IX toma las armas contra su primo Antíoco VIII. Casado con Cleopatra IV, ella pone a su disposición su fortuna y su ejército. Con ello logra expulsar a Antíoco VIII, que se retiró a Aspendo pero luego regresó y puso sitio a Antioquía. En 112 a. C., Cleopatra IV muere asesinada.
Durante quince años, la guerra civil se eterniza. Antíoco VIII reina en Antioquía y Damasco, mientras que Antíoco IX lo hace en la Celesiria. A la muerte de su hermano, en 97 a. C., Antíoco IX se casa con su viuda, Cleopatra Selene I, que es hermana de Cleopatra IV. Gobierna entonces todo el reino de Siria, pero entonces entra en guerra con su sobrino Seleuco VI Epífanes, que le vence y hace matar. Según otras fuentes, se suicidó.